# Star Wars Episode I: Racer
Star Wars: Episode I Racer é um jogo de computador desenvolvido e publicado pela LucasArts em 1999.
Nesse jogo de corrida, o jogador comanda um Pod Racer, e o objetivo é conseguir terminar o jogo, completando todas as fases, sendo que a última é com Sebulba (o inimigo de Anakin na corrida do primeiro filme).
Durante a exibição da Nintendo Direct Mini em 26 de março de 2020, foi anunciado o relançamento do jogo para o console Nintendo Switch em 12 de maio de 2020 e posteriormente para o PlayStation 4 em 26 de maio deste mesmo ano.[carece de fontes?]